# 西班牙長槍黨
西班牙長槍黨（西班牙語：Falange Española de las JONS），正式名称为西班牙国家工团主义进攻委员会方阵（Falange Española de las Juntas de Ofensiva Nacional Sindicalista），成立于1933年2月15日，是由西班牙数个法西斯主义政党和组织组成的政治联盟。何塞·安東尼奧·普里莫·德里維拉為該组织創始人，1936至1938年間相繼由曼努埃爾·埃迪利亞與雷蒙多·斐迪南-庫埃斯塔兩人負責黨務。弗朗西斯科·佛朗哥后来成为该组织領袖。1937年4月19日，长枪党吸纳卡洛斯主义政党传统主义团契，合并为传统主义西班牙国家工团主义进攻委员会方阵，该党作为西班牙执政党及唯一的合法政党直至1977年被取缔。

## 历史

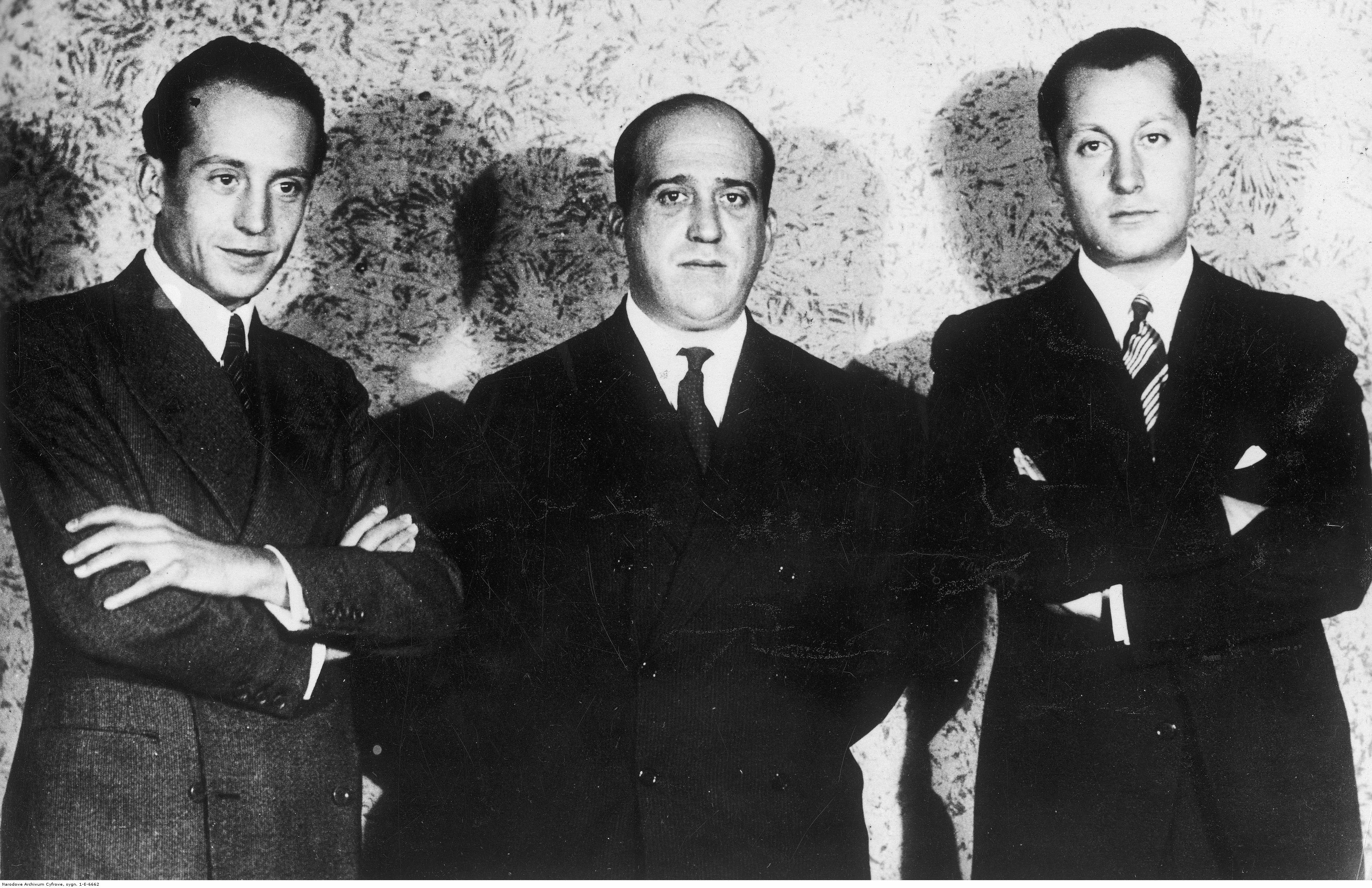
阿方索·加西亚·瓦尔德卡萨斯、鲁伊斯·德·阿尔达和普里莫·德里维拉在1933年的创立会议上

长枪党成立于1933年10月29日，是西班牙工团主义运动（Movimiento Español Sindicalista, MES）的继任者，后者也是在1933年早些时候成立的类似组织。创立大会在马德里的喜剧剧院（La Comedia Theatre）举行，由何塞·安东尼奥·普里莫·德里维拉、胡里奥·鲁伊斯·德·阿尔达和阿方索·加西亚·瓦尔德卡萨斯主持。 在1933年选举不利后的1934年2月，何塞·安东尼奥·普里莫·德里维拉建议长枪党与拉米罗·莱德斯马的全国工团主义进攻团（Juntas de Ofensiva Nacional-Sindicalista）合并，该提议于2月15日获得通过。 随后成立了长枪党工团主义进攻团（FE de las JONS）。
长枪党与马克思主义团体的第一次冲突发生在1933年11月5日，当时其激进分子在阿利坎特省阿尔莫拉迪的一场足球比赛中与社会主义同情者发生了冲突。

### 引用
1. ↑  Slaven 2018，第235頁. "On October 29, 1933, José Antonio Primo de Rivera founded a fascist political party in Madrid, Spain, called Falange Española (FE)." (...) "The FE was a distinctly fascist movement, containing “nearly all the general qualities and characteristics… of generic fascism” (Payne 1995, 261)".
2. ↑  Box & Saz 2011，第374頁.
3. ↑  Albanese & Hierro 2016，第29頁.
4. ↑  González Calleja 2011，第171頁.